# Guilherme Clezar
Guilherme Clezar (pronunciado Clézar) (Porto Alegre, 31 de dezembro de 1992) é um tenista profissional brasileiro.

## Trajetória esportiva
O tenista ganhou destaque em 2009, ao chegar às quartas-de-final de Roland-Garros na chave juvenil, no mesmo torneio em duplas ficou com o vice-campeonato.
Em 2010 chegou às quartas-de-finais na chave juvenil do Australian Open, perdendo para o vice-campeão Sean Berman.
Em 2011, no primeiro semestre, chegou às quartas-de-final do Challenger de Recife, e ganhou dois Futures seguidos no Brasil. No segundo semestre, ganhou mais dois Futures, entrando no top 300 mundial.
Em 2012 ganhou pela primeira vez um título Challenger, o de Rio Quente, subindo para a posição 218 do mundo; também fez a semifinal do Challenger de Belém.
Em setembro de 2013 foi campeão do Challenger de Campinas, alcançando seu melhor ranking - 160, 
Em 2014 teve uma grande queda de produção e de ranking em virtude de se afastar do circuito por dois meses, para tratar uma lesão. Tornou-se o primeiro brasileiro a chegar à final do challenger tour finals em São Paulo, após receber convite da organização.
Em setembro de 2017 cometeu um ato de injúria racial na partida contra o japonês Yuichi Sugitana, na cidade de Osaka, pela Copa Davis.

## Ranking
- Atual ranking de simples: 273° (2017)[3]
- Melhor ranking de simples: 153° (8 de março de 2015)[3]
- Atual ranking de duplas: 273° (2017)[4]
- Melhor ranking de duplas: 153º (8 de março de 2015)[4]

## Evolução do ranking de simples
Posição na última semana de cada ano:
- 2008: nº 1752 do mundo
- 2009: nº 946 do mundo
- 2010: nº 764 do mundo
- 2011: nº 288 do mundo
- 2012: nº 225 do mundo
- 2013: nº 158 do mundo
- 2014: nº 253 do mundo
- 2015: nº
- 2016: nº
- 2017: nº

## Circuito Profissional ITF Futures e ATP Challengers - Finais

### Simples: 9 (7-2)
| Legenda               |
| --------------------- |
| ATP Challengers (2–1) |
| ITF Futures (5–2)     |

| Títulos por piso |
| ---------------- |
| Duro (1–0)       |
| Saibro (5–3)     |
| Grama (0–0)      |
| Carpete (0–0)    |

| Resultado | No. | Data                   | Torneio                                       | Piso   | Adversário da final | Placar             |
| --------- | --- | ---------------------- | --------------------------------------------- | ------ | ------------------- | ------------------ |
| Finalista | 1.  | 19 de novembro de 2009 | Brasil F25 - Porto Alegre, Brasil             | Saibro | Franco Skugor       | 1-6, 6-7(5-7)      |
| Campeão   | 2.  | 22 de maio de 2011     | Brasil F14 - Goiana, Brasil                   | Saibro | André Miele         | 4-6, 6-3, 7-6(7-3) |
| Campeão   | 3.  | 29 de maio de 2011     | Brasil F15 - Porto Alegre, Brasil             | Saibro | Rodrigo Guidolin    | 6-4, 1-6, 6-3      |
| Finalista | 4.  | 20 de agosto de 2011   | Brasil F26 - São José do Rio Preto, Brasil    | Saibro | Caio Zampieri       | 6-7(5-7), 6-7(3-7) |
| Campeão   | 5.  | 30 de outubro de 2011  | Brasil F36 - Porto Alegre, Brasil             | Saibro | Leonardo Kirche     | 7-5, 7-6(7-4)      |
| Campeão   | 6.  | 20 de novembro de 2011 | Brasil F39 - Minas Gerais, Brasil             | Saibro | Fabiano de Paula    | 6-3, 6-2           |
| Campeão   | 7.  | 12 de maio de 2012     | Challenger de Rio Quente - Rio Quente, Brasil | Duro   | Paul Capdeville     | 7-6(7-4), 6-3      |
| Campeão   | 8.  | 2 de setembro de 2012  | Brasil F23 - Juiz de Fora, Brasil             | Saibro | Fabiano de Paula    | 2-6, 7-6(7-4), 6-4 |
| Campeão   | 9.  | 22 de setembro de 2013 | Challenger de Campinas - Campinas, Brasil     | Saibro | Facundo Bagnis      | 6-4, 6-4           |
| Finalista | 10. | 7 de março de 2015     | Challenger de Santiago - Santiago, Chile      | Saibro | Facundo Bagnis      | 6-2, 5-7, 6-2      |
|           |     |                        |                                               |        |                     |                    |

### Duplas: 10 (7-3)
| Legenda               |
| --------------------- |
| ATP Challengers (0–2) |
| ITF Futures (7–1)     |

| Titulos por piso |
| ---------------- |
| Duro (1–0)       |
| Saibro (6–3)     |
| Grama (0–0)      |
| Carpete (0–0)    |

| Resultado | No. | Data                   | Torneio                               | Piso            | Parceiro         | Adversários da final                           | Placar                |
| --------- | --- | ---------------------- | ------------------------------------- | --------------- | ---------------- | ---------------------------------------------- | --------------------- |
| Campeão   | 1.  | 21 de novembro de 2010 | Brasil F33 - Belo Horizonte, Brasil   | Saibro          | André Ghem       | Giorgio Portaluri Juan-Pablo Villar            | 6-3, 6,2              |
| Campeão   | 2.  | 28 de novembro de 2010 | Brasil F34 - Foz do Iguaçu, Brasil    | Saibro          | André Ghem       | Diego Galeano Daniel-Alejandro López Cassaccia | 6-1, 6-4              |
| Campeão   | 3.  | 25 de junho de 2011    | Argentina F8 - Corrientes, Argentina  | Saibro          | Rodrigo Guidolin | Joaquin-Jesus Monteferrario Renzo Olivo        | 4-6, 7-5, [10-8]      |
| Campeão   | 4.  | 13 de agosto de 2011   | Brazil F25 - Fortaleza, Brasil        | Saibro          | Caio Zampieri    | Rafael Camilo Marcelo Demoliner                | 7-6(7-3), 2-6, [10-8] |
| Campeão   | 5.  | 19 de maio de 2012     | Brazil F10 - Manaus, Brasil           | Saibro (Indoor) | Andrea Collarini | Fabricio Neis José Pereira                     | 7-6(9-7), 3-6, [10-5] |
| Finalista | 6.  | 2 de setembro de 2012  | Brasil F23 - Juiz de Fora, Brasil     | Saibro          | Tiago Lopes      | Fabiano de Paula Fabricio Neis                 | 2–6, 5-7              |
| Campeão   | 7.  | 28 de setembro de 2012 | Brazil F27 - Belém, Brasil            | Duro            | Fabricio Neis    | Nicolas Santos João Pedro Sorgi                | 6-0, 7-6(8-6)         |
| Campeão   | 8.  | 17 de novembro de 2012 | Brazil F30 - Lins, Brasil             | Saibro          | Fabricio Neis    | Rodrigo Grilli João Pedro Sorgi                | 6-4, 6-7(5-7), [10-7] |
| Finalista | 9.  | 13 de abril de 2013    | Challenger de Itajai - Itajaí, Brasil | Saibro          | Fabricio Neis    | James Duckworth Pierre-Hugues Herbert          | 5–7, 2-6              |
| Finalista | 10. | 20 de abril de 2013    | Challenger de Santos, Brasil          | Saibro          | Gastão Elias     | Pavol Cervenak Matteo Viola                    | 2-6, 6-4, [6-10]      |

## Circuito ITF Juvenil - Finais

### Duplas: 1
| Resultado | Ano  | Torneio               | Piso   | Parceira        | Adversários da final       | Placar   |
| --------- | ---- | --------------------- | ------ | --------------- | -------------------------- | -------- |
| Finalista | 2009 | Roland-Garros, França | Saibro | Huang Liang-chi | Marin Draganja Dino Marcan | 3-6, 2-6 |